# BMW M3
BMW M3 — спортивные версии автомобилей BMW 3 серии от дочерней компании BMW M GmbH. Основными отличиями от «стандартных» автомобилей BMW 3 серии являются более мощный двигатель, улучшенная подвеска, изменённый дизайн, множественные акценты как в интерьере так и в экстерьере, указывающие на принадлежность к линейке «M»/Motorsport. Выпускаются с 1986 года.
Первая версия BMW M3 (E30) была запущена в 1986 году и предлагалась только как двухдверный седан. С середины 1988 года M3 также предлагался как кабриолет.
Осенью 1992 года была представлена версия-преемник на базе E36, двухдверный вариант 3-й серии впервые стал называться купе. С 1994 года он также был доступен в виде четырехдверного седана и кабриолета.
Третья версия М3 (на базе Е46) выпускалась с середины 2000 года по лето 2006 года только в кузовах купе и кабриолет.
Четвертая версия M3 (на базе E90/E92/E93) впервые с 1999 года была доступна с кузовами седан, купе и кабриолет. Впервые у кабриолета вместо тканевого верха была трехсекционная складная стальная крыша.
Весной 2014 года было представлено пятое поколение М3, которое выпускается только с кузовом седан. Купе и кабриолеты с этого момента продаются под собственным именем М4. Кроме того, M3 впервые получил собственный код разработки: вместо аббревиатуры F30 теперь значиться F80. Модели M4 также получили собственные имена (купе — F82, кабриолет — F83).
В сентябре 2020 года было представлено шестое поколение.В БМВ М3 к 2025!.

## M3 E30 (1986–1991)
Основанная на модели BMW E30 серии 1986 года в двухдверном варианте, первая представленная модель имела 2,3 L рядный четырёхцилиндровый двигатель S14B23. Дизайн двигателя основывался на предыдущих наработках BMW. Выступала во многих кузовных гоночных сериях, с немалым успехом.
Первая версия для дорог общего пользования имела 195 л. с. (143 кВт). Модели Evolution имели 2,3 л двигатели, но изменённую выхлопную систему, увеличенное сжатие и небольшие доработки увеличили производительность до 215 л. с. (160 кВт). Позднее модель Sport Evolution получила 2,5 л двигатели, что увеличило мощность до 238 л. с. (175 кВт). Также было выпущено 786 кабриолетов.
BMW M3 была укомплектована усовершенствованным укреплённым и более аэродинамическим кузовом. BMW M3 отличалась раздутыми крыльями, оригинальной крышкой багажника с интегрированным спойлером и передней «губой» — на стандартные модели аналоги не изготовлялись. Также E30 отличался более пологим наклоном заднего ветрового стекла для улучшения аэродинамических свойств кузова. Переднее ветровое стекло вклеивалось для увеличения жёсткости кузова. Остекление имело меньшую толщину. Помимо этого, автомобиль получил более жёсткую и низкую подвеску со стойками Bilstein B6. M3 длиннее и шире стандартного BMW E30. Также на M3 устанавливались фирменные диски BBS, с покрышками размера 205/55 VR15.

## M3 E36 (1992–1999)
BMW M3 E36 дебютировал в феврале 1992 и попал в салоны дилеров в ноябре этого же года. Это был первый M3 укомплектованный шестицилиндровым двигателем, вытеснивший 2990 cc версию и развивающий 286 л. с./210 кВт. Изначально доступный только как купе BMW M3 позднее появился в модификациях кабриолет и седан в 1994. M3 в 36 — кузове был первой среди М-версий в модификации с «правым рулём».

## M3 E46 (2000–2006)
BMW M3 E46 дебютировал в октябре 2000 года. Новому поколению автомобиля удалось избавиться от 110 кг веса, что вкупе с перенастроенным шасси дало заметную прибавку в управляемости автомобиля. Была выставлена в гоночную серию DTM в 2003-м году. Была оснащена на тот момент двигателем S54B32 на 343 л. с. при 8700 об./мин., 6-ступенчатой МКПП с двойным узлом сцепления, также трансмиссия была оснащена лёгким гоночным маховиком, тормозная система Brembo с равномерным распределением тормозных усилий, но большая часть усилий шла на переднюю ось, тормозные диски оснащены перфорацией и вентиляцией, тормозные колодки керамические с набором титановых деталей, с высокими задними стойками стабилизаторов, передние стойки стабилизаторов занижены.
В феврале 2001 года был представлен кабриолет M3 Convertible. Внешне это было то же купе, но с тканевой крышей. По техническим характеристикам это были разные автомобили. У кабриолета были иные кузовные панели и двери, а также больший вес.

## M3 E90, E92, E93 (2007–2013)
Четвёртое поколение BMW M3 было анонсировано в 2007 году на женевском автосалоне (Швейцария, 6-18 марта 2007) с показом концепт-кара BMW M3. Как и в случае с концептами E46 M3 и E60 M5, концепт M3 был практически серийной моделью, премьера которой состоялась в этом же 2007 году на франкфуртском автошоу (Германия, 13-23 сентября). Баварская компания выпустила облегчённую версию M3 GTS, машину освободили от всего «ненужного», а именно, от мультимедийного комплекса, климат-контроля, сложной, тяжёлой шумоизоляции, задних сидений и даже кондиционера; цвет авто — только ярко оранжевый. Цена облегчённой версии составила 145 000 долларов США. Все автомобили моментально раскупили.
Впервые М3 стал оснащаться двигателем V8. Сделанный на базе десятицилиндрового агрегата от M5 мотор имеет объём 4 л. и развивает 420л. с. при 8300 об./мин. Технически он не сильно отличается от рядного шестицилиндрового двигателя предыдущей модели: здесь так же применены индивидуальные дроссельные заслонки и система изменения фаз впускных и выпускных клапанов. Однако блок цилиндров уже отлит из сплава алюминия, а не чугуна. На M3 четвёртого поколения помимо ручной шестискоростной коробки передач устанавливается так же 7-скоростная роботизированная коробка с двумя сцеплениями DCT, сокращающая время разгона до 100км/ч на 0,2 с 4.8 с. — до 4,6 с.

### M3 E90 CRT
CRT (Carbon Racing Technology), был анонсирован в июне 2011 года. Комплектовался тем же двигателем, что и GTS, но при этом сохранил в себе шумоизоляцию, мультимедиа, навигацию и прочие прелести. Всего было выпущено 54 машин, номер каждой машины обозначен на приборной панели. Разгон до сотни 4,4 с.

## M3 F80 (2014–2020)
Новое поколение M3 было показано на Североамериканском автосалоне 2014 года. Продажи в Европе начались в марте 2014 года, в России — летом 2014 года. F80 M3 будет продаваться только в кузове седан, а кузов купе и кабриолет были выделены в отдельный модельный ряд BMW M4. В 2015 году представлена рестайлинговая версия БМВ М3 в кузове F80.

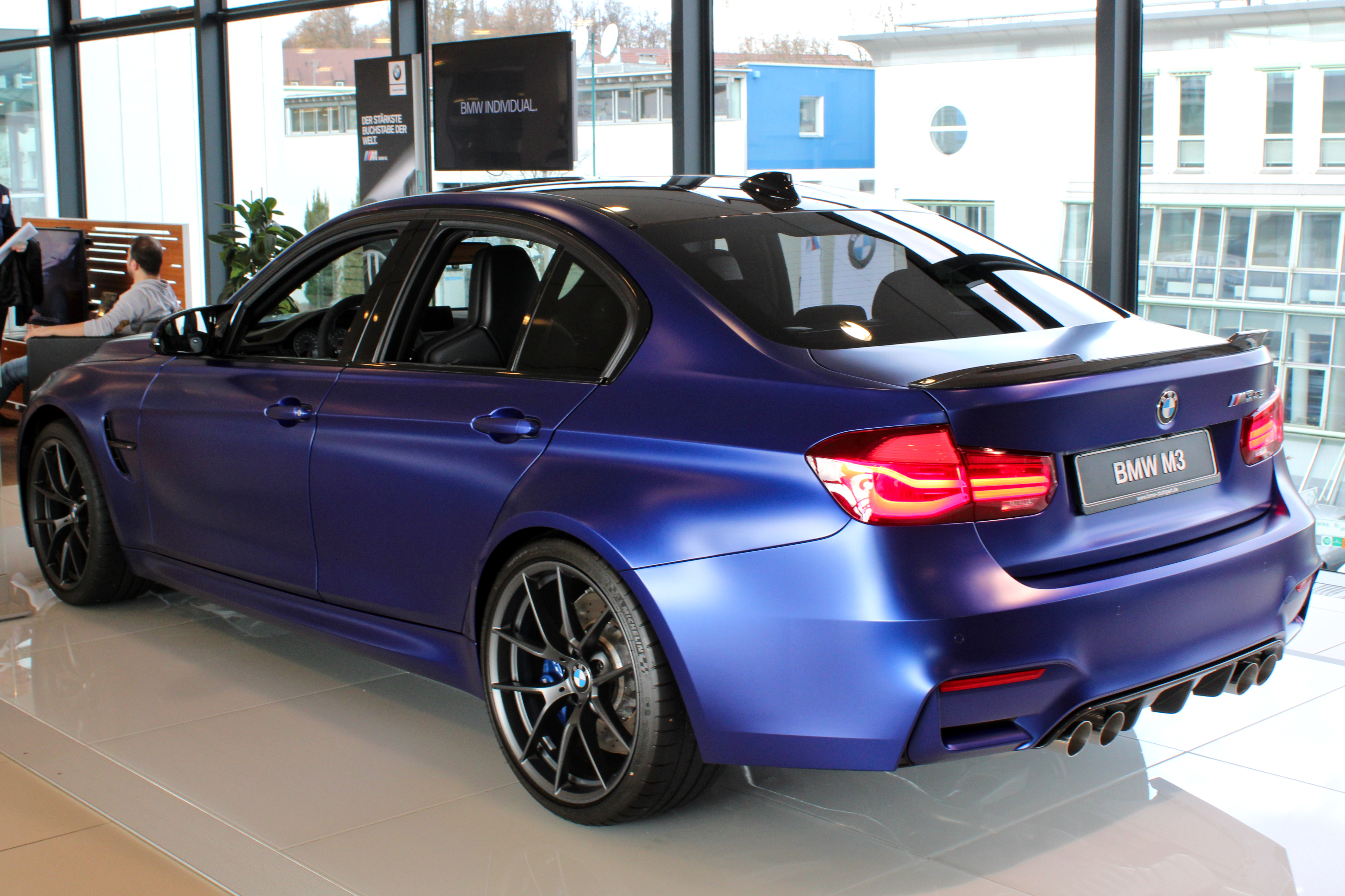
BMW M3 CS

F80 M3 производится с 2014 года, исключительно на заводе BMW-Werk Regensburg.
В феврале 2018 года BMW объявил, что M3 F80 больше не будет продаваться в Европе с августа 2018 года. Причина этого в том, вредных частиц Евро-6, что двигатель транспортного средства не может соответствовать руководящим принципам стандарта Euro 6d, который становится обязательным 1 сентября 2018 года без фильтра частиц Otto (OPF). С другой стороны, M4 получает фильтр частиц и, следовательно, будет продолжать выпускаться для Европы после 2018 года. В США прекратили производство в мае 2018 года из-за введения в правил выбросов с 1 июня 2018 года, Германия продолжит производство.
С 2018 года производится новая версия под названием BMW M3 CS Она имеет облегченные элементы кузова такие как; крышка капота, сделанная из углеволоконного композита (Карбон), имеющая вес всего в 1,5 килограмма, крылья, некоторые элементы интерьера а также новая, облегченная на 12 кг роботизированная коробка передач в сумме уменьшили вес автомобиля на 60 кг.

## M3 G80/G81 (с 2021)
Шестое поколение М3 появилось в 2020 году. Впервые за всю историю модели со старта продаж доступно сразу два варианта дизайна.
| BMW M3 Limusine G80          | M3               | M3 Competition     | M3 Competition xDrive |
| ---------------------------- | ---------------- | ------------------ | --------------------- |
| Коробка передач              | 6-ступ. механич. | 6-ступ. Steptronic | 6-ступ. Steptronic    |
| Число цилиндров / Объём, см3 | 6 / 2993         | 6 / 2993           | 6 / 2993              |
| Мощность кВт (л.с.)          | 353 (480)        | 375 (510)          | 375 (510)             |
| Топливо                      | бензин           | бензин             | бензин                |

## Динамические характеристики
| Модель                     | Мощность двигателя | КПП    | 0-100 км/ч | 0-160 км/ч | 0-200 км/ч | 1000 м с места | Максимальная скорость |
| BMW M3 E30                 | 200 л. с.          | 5МКПП  | 7,8 с.     | 19,1 с.    | 35,9 с.    | 28,3 с.        | 237 км/ч              |
| BMW M3 E30                 | 215 л. с.          | 5МКПП  | 7,1 c.     | 17,5 с.    | 33,7 с.    | 27,5 с.        | 239 км/ч              |
| BMW M3 Sport Evolution E30 | 238 л. с.          | 5МКПП  | 6,7 с.     | 16,7 с.    | 29,2 с.    | 27,0 с.        | 248 км/ч              |
| BMW M3 E36 Седан           | 286 л. с.          | 5МКПП  | 6,0 с.     | 13,6 с.    | 22,4 с.    | 25,4 с.        | 250 км/ч              |
| BMW M3 E36 Купе            | 286 л. с.          | 5МКПП  | 5,7 с.     | 13,1 с.    | 21,3 с.    | 25,0 с.        | 250 км/ч              |
| BMW M3 E36 Кабриолет       | 286 л. с.          | 5МКПП  | 6,2 с.     | 14,4 с.    | 24,0 с.    | 25,8 с.        | 250 км/ч              |
| BMW M3 E36 Купе            | 321 л. с.          | 6МКПП  | 5,1 с.     | 12,5 с.    | 20,1 с.    | 24,8 с.        | 250 км/ч              |
| BMW M3 E46                 | 343 л. с.          | 6МКПП  | 5,1 с.     | 11,7 с.    | 18,8 с.    | 24,7 с.        | 250 км/ч              |
| BMW M3 CSL E46             | 360 л. с.          | 6МКПП  | 4,9 с.     | 11,1 с.    | 17,3 с.    | -              | 250 км/ч              |
| BMW M3 E92                 | 420 л. с.          | 6МКПП  | 4,9 с.     | 10,6 с.    | 16,7 с.    | -              | 250 км/ч              |
| BMW M3 Competition E92     | 420 л. с.          | АМКПП  | 4,5 с.     | 10,1 с.    | 16,1 с.    | -              | 250 км/ч              |
| BMW M3 GTS E92             | 450 л.с            | АМКПП  | 4,2 с.     | 9,1 с.     | 14,5 с.    | -              | 250 км/ч              |
| BMW M3 F80                 | 431 л. с.          | АМКПП  | 4,2 с.     | 8,9 с.     | 13,9 с.    | -              | 250 км/ч              |
| BMW M3 Competition F80     | 450 л. с.          | АМКПП  | 4,1 с.     | 8,7 с.     | 13,5 с.    | 22,2 с.        | 250 км/ч              |
| BMW M3 CS F80              | 460 л. с.          |        | 3,9 с.     |            |            |                | 280 км/ч              |
| BMW M3 G80                 | 510 л.с            | 6АМКПП |            |            |            |                | 250 км/ч              |
| -------------------------- | ------------------ | ------ | ---------- | ---------- | ---------- | -------------- | --------------------- |